# Donegal Celtic Park
Het Donegal Celtic Park is een multifunctioneel stadion in Belfast, een stad in Noord-Ierland. 
Het stadion wordt vooral gebruikt voor voetbalwedstrijden, de voetbalclub Donegal Celtic maakt gebruik van dit stadion. In het stadion is plaats voor 4.200 toeschouwers. Het stadion werd gerenoveerd in 2009.